# 柔美刺皮耳
柔美刺皮耳（学名：Heterochaete delicata）是属于银耳目银耳科刺皮耳属的一种真菌，群生于阔叶树枯枝上。该种分布于马来西亚、中国、中南半岛、印度尼西亚、美国、菲律宾、斯里兰卡、智利、澳大利亚等地。